# رحمان هاتفی
رحمان هاتفی (زادهٔ ۱۳۲۰ – درگذشتهٔ ۱۹ تیر ۱۳۶۲) همچنین مشهور با نام مستعار «حیدر مهرگان» روزنامه‌نگار چپ‌گرا، فعال سیاسی اهل ایران، سردبیر روزنامهٔ کیهان در آستانهٔ انقلاب بهمن ۱۳۵۷، سردبیر نامه مردم و عضو حزب توده ایران بود. وی در اردیبهشت ۱۳۶۲ دستگیر و در ۱۹ تیر ۱۳۶۲ در زندان توحید به روایتی زیر شکنجه کشته شد، و به روایتی دیگر در سلول زندان خود را کشت.

## پیش از انقلاب
پس از ترور هوشنگ تیزابی به دست ساواک، نشریه «بسوی حزب» برای دوران کوتاهی با همت رحمان هاتفی که از نوجوانی با دکتر تیزابی دوست و تا حدود زیادی با او همفکر بود منتشر شد و سپس نشریه «نوید» جانشین آن شد و «سازمان نوید» به عنوان سازمان داخل کشور حزب توده ایران در آن دوران، به رهبری رحمان هاتفی شکل گرفت.

### زندان
وی برای اولین‌بار در سال ۱۳۴۵ دستگیر شد و مدت یک سال را در زندان قزل قلعه گذراند. او بار دیگر در سال ۱۳۵۰ دستگیر شد و سال بعد آزاد گردید.

### روزنامه‌نگاری
در سال ۱۳۵۲ هاتفی به حزب تودهٔ ایران پیوست و گروه آذرخش (یک گروه مخفی وابسته به این حزب) را ایجاد کرد. یکی دیگر از فعالیت‌های حزبی و روزنامه‌نگاری وی، همکاری با رادیو پیک ایران (رادیوی حزب تودهٔ ایران که از آلمان شرقی و سپس از بلغارستان پخش می‌شد) و نیز بنیان‌گذاری نشریه «نوید» بود که از سال ۱۳۵۶ در ایران منتشر می‌شد و از نشریات حزب تودهٔ ایران محسوب می‌شد.
در بهمن ۱۳۵۷ اکثر تیترهای کیهان کار او بود از جمله تیتر معروف مربوط به سلام نظامی جمعی از همافران نیروی هوایی شاهنشاهی ایران در مدرسهٔ علوی در مقابل روح‌الله خمینی که به گفتهٔ تیمسار عباس قره‌باغی - رئیس ستاد ارتش آن زمان - این تیتر کمر حکومت شاهنشاهی را شکست. پس از درج این تیتر تیمسار قره‌باغی از کیهان خواست که یا در شمارهٔ بعد آن را تکذیب کند یا در انتظار توقیف روزنامه باشد. هاتفی در مقابل تصمیم گرفت که از روح‌الله خمینی دربارهٔ این واقعه تأییدیه بگیرد. در شمارهٔ بعد کیهان این تأییدیه را به‌چاپ رساند. این تیتر کیهان در واقع شروع کنندهٔ سلسله حوادثی بود که به قیام همافران نیروی هوائی و سقوط رژیم در ۲۲ بهمن ۱۳۵۷ انجامید.

## پس از انقلاب

### روزنامه‌نگاری
او در تصفیه‌هایی که چند ماه پس از انقلاب در بهار ۱۳۵۸ در روزنامه کیهان صورت گرفت، از کار برکنار شد.
یکی از همکاران سابق وی، دکتر صدرالدین الهی دربارهٔ او می‌نویسد: «رحمان هاتفی روزنامه‌نگاری بود که مشخصات یک کار حرفه‌ای را از طریق تجربه در حد اعلا آموخته بود. او ارزشهای خبر و تیتر را خیلی خوب می‌شناخت. به فوت و فن روزنامه‌نگاری و پیچ و خم‌های آن به کمک استعداد درخشانش به‌خوبی آشنا شده بود… در کار آرایش صفحه و انتخاب تیتر و عکس، سلیقه‌اش بی‌مانند بود.» آقای آصفی به نقل از یکی دیگر از همکاران وی می‌نویسد: «رحمان هاتفی بچه‌ای نجیب و مهربان [بود]. یگانه بود. هر روز شوخی. یادم است لپم را می‌کشید و آن زمان که جوان هم بودم می‌گفت، پیرمرد چطوری؟ حتی یک نفر امروز نیست که از او دلخوری داشته باشد.»
نام مستعار و قلمی او حیدر مهرگان بود.

### زندان و مرگ
رحمان هاتفی در ۷ اردیبهشت ۱۳۶۲ در تهران دستگیر شد و برای بازجوئی به زندان توحید برده شد. به روایتی زیر شکنجه کشته شد، و به روایتی دیگر در سلول زندان خود را با «جویدن رگ‌هایش» کشت.
بی‌بی  کسرایی خاطره‌ای از پدرش سیاوش  کسرایی را نقل می‌کند. «ما در افغانستان بودیم که خبر کشته‌شدن رحمان هاتفی را به پدرم دادند. بسیار گریست و هر بار که خواستیم آرامش کنیم گفت: هاتفی، مرتضی کیوان دوم بود. این دوتا از دو نسل بودند، اما خیلی به هم شباهت داشتند. جگرم آتش گرفته، این اشک منو آرام می‌کنه، هرچند که حریف جگر سوخته‌ام نیست».

## آثار

### تألیف
- اکتبر و ضد اکتبر: نقد نظری بر دیدگاه‌های چپ‌گراها و چپ‌نماها دربارهٔ دوران تاریخی و راه رشد غیر سرمایه‌داری[۹]
- دیدار با آرش: بحثی در دیالکتیک منظومه آرش کمانگیر اثر سیاوش  کسرایی[۹]
- چپ‌روها و مسئله‌ای به نام خرده بورژوازی[۹]
- چپ‌روها و راه رشد غیر سرمایه‌داری[۹]
- هنوز، مشی چریکی جدا از توده: مروری در دیدگاه‌های سازمان چریک‌های فدایی خلق و گروه راه کارگر[۹]
- انقلاب ناتمام[۱۰]
- حماسه گلسرخی[۱۱]